# Živčni strup
Živčne strupe so nemški znanstveniki odkrili pri poskusih razvoja bolj učinkovitih pesticidov. Po kemični sestavi spadajo med organofosforne spojine in po strupenosti prekašajo vse sintetične bojne strupe, bolj strupeni od njih so le nekateri naravni strupi (npr. ricin, botulin ...). Delujejo zelo hitro, v organizem prodirajo z vdihavanjem, skozi sluznico in kožo ter se v organizmu kopičijo. Živčni bojni strupi škodljivo delujejo na centralni živčni sistem, saj zavirajo encim holinesterazo in tako preprečujejo prenos živčnih impulzov in kot posledica sledi smrt z zadušitvijo.

## Predstavniki
- G-strupi
  - tabun (GA)
  - sarin (GB)
  - soman (GD)
- V-strupi
  - VX

Strupe G skupine uvrščamo v skupino neobstojnih kemikalij in so mnogo bolj hlapni od V strupov, ki so uvrščeni v obstojnejšo skupino. Simptomi zastrupitve z živčnimi strupi vključujejo motnje vida, glavobol, bruhanje, povečano slinjenje, krče, težko dihanje, padec krvnega tlaka, povečano znojenje...